# Laurent Cardona
Laurent Cardona, né le 22 juin 1977, est un arbitre français de rugby à XV.

## Carrière
Au terme de la saison 2019-2020, il a arbitré 147 matchs de Top 14, 49 matchs de Pro D2, 2 matchs de H Cup et 10 matchs de Challenge européen

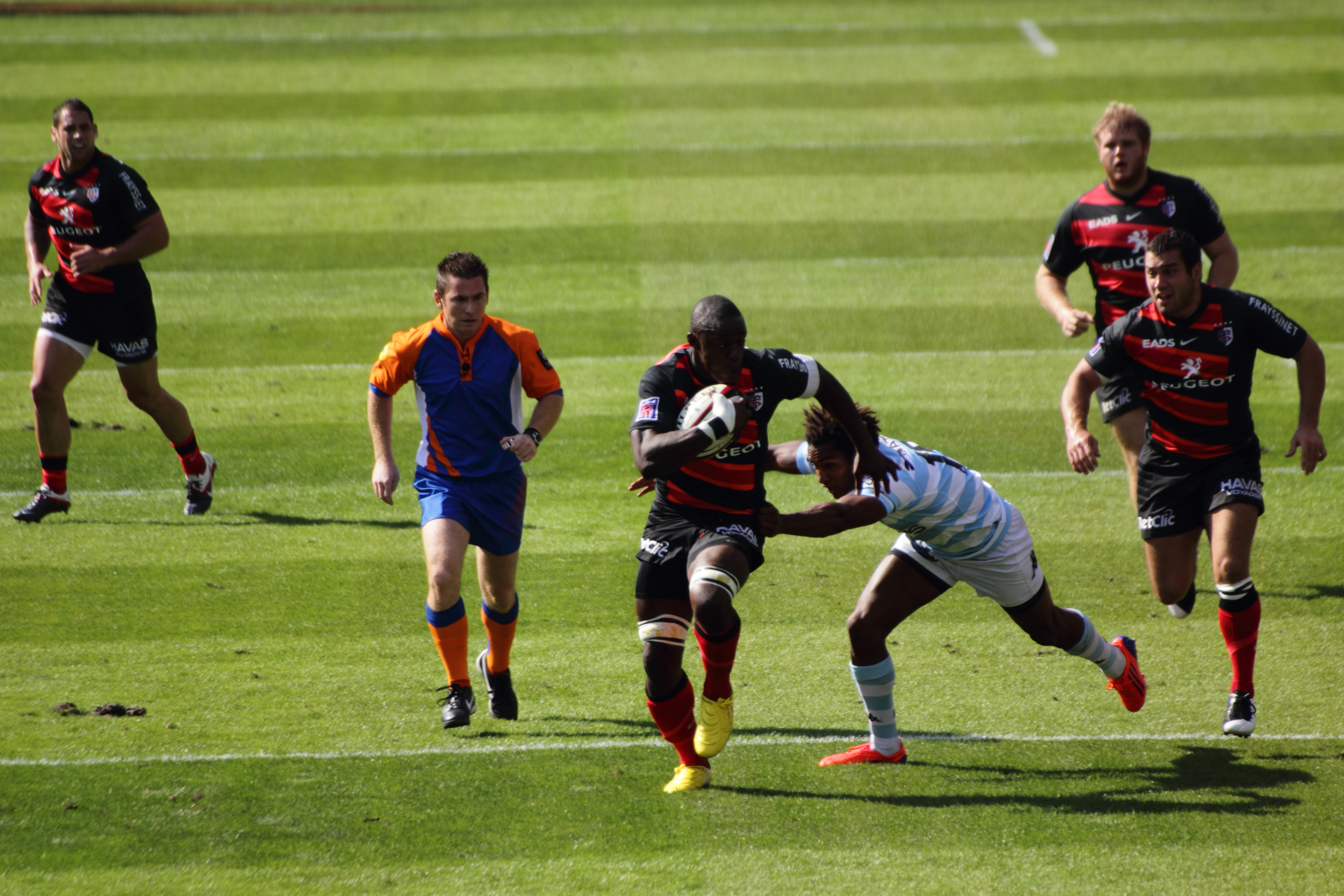
Laurent Cardona, en 2011, suit Yannick Nyanga, lors d'une rencontre opposant le Stade toulousain et le Racing Métro 92.

Il a commencé à jouer au rugby au Club omnisports de Saint-Fons. Aujourd'hui il est licencié au COC Rugby La couronne.
Arbitre semi-professionnel, il partage son temps entre l'arbitrage et ses deux agences immobilières qu'il a créé sous la marque Abithéa.
Avec son frère Jonathan Cardona, il crée en 2020 la marque de nutrition et compléments alimentaire pour sportifs JL Bro Nutrition.

## Polémiques
En 2014, le manager du RC Toulon Bernard Laporte critique violemment Laurent Cardona en le qualifiant de nouveau de « pipe » et d'« incompétent complet ». Il déclare également « Je ne peux plus cautionner qu'il nous arbitre, il nous vole à chaque fois. Ce n'est pas que sur cette action qu'il est nul, il est nul tout le match. Il est toujours nul. ». Bernard Laporte est alors sanctionné de treize semaines de suspension, peine alourdie de trois semaines en appel, et le RC Toulon reçoit une amende de 10 000€,. En 2016, les deux hommes se rencontrent au club-house du club de Hyères-Carqueiranne pour une réconciliation, organisée par Franck Maciello, directeur technique national adjoint de l'arbitrage habitant le Var.
À la suite d'une rencontre de Top 14 entre Perpignan et le Stade français le samedi 25 août 2018, Laurent Cardona a indiqué dans son rapport d'après-match qu'avec le recul, le geste du parisien Sergio Parisse sur le catalan Alan Brazo ne méritait pas de carton rouge. Le troisième-ligne du Stade français Sergio Parisse salue alors son honnêteté et humilité via Twitter.